# 安南 (政协委员)
安南（1964年—），彝族，中华人民共和国政治人物、第十一届全国政协委员。
担任贵州省织金县副县长。2008年，当选第十一届全国政协委员，代表少数民族界，分入第五十组。